# Morderstwo w hotelu Hilton
Morderstwo w hotelu Hilton (arab. حادث النيل هيلتون) – powstały w kooperacji międzynarodowej dreszczowiec z 2017 roku w reżyserii Tarika Saleha, z Faresem Faresem i Mari Malek w rolach głównych.
Obraz utrzymany w konwencji kina noir.

## Premiera
Film miał swoją światową premierę na Festiwalu Filmowym w Sundance w Stanach Zjednoczonych 21 stycznia 2017 roku. We Francji zaprezentowano go na Międzynarodowym Festiwalu Filmów Policyjnych w Beaune 30 marca 2017 roku. Do francuskich kin trafił 5 lipca 2017 roku. W Polsce obraz zaprezentowano na Festiwalu „Nowe Horyzonty” we Wrocławiu 9 sierpnia 2017 roku. Do szerokiej dystrybucji kinowej w Polsce obraz trafił 1 grudnia 2017 roku.

## Fabuła
Akcja filmu rozgrywa się w czasach współczesnych w Kairze. Detektyw Noredin rozpoczyna śledztwo w sprawie zabójstwa piosenkarki w pokoju hotelowym. Kobieta miała powiązania z potężnymi i wpływowymi osobami w kraju. Władze omotane są siecią korupcyjnych zależności. Policjant będzie starał się uchronić zamieszaną w sprawę Sudankę Salwę.

## Obsada
W filmie wystąpili, m.in.
- Fares Fares jako Noredin Mostafa
- Mari Malek jako Salwa
- Yasser Ali Maher jako generał Kammal Mostafa
- Ahmed Selim jako Hatem Shafiq
- Hania Amar jako Gina
- Mohamed Yousry jako Momo
- Slimane Dazi jako Zielonooki
- Hichem Yacoubi jako Nagui
- Ger Duany jako Clinton
- Tareq Abdalla jako Amir

## Nagrody
Film nagrodzono, m.in.:
- Międzynarodowy Festiwal Filmów Policyjnych w Beaune 2017
  - Wygrana: Grand Prix
- Sundance Film Festival 2017
  - Wygrana: Najlepszy dramat zagraniczny (Główna Nagroda Jury) Tarik Saleh
- Międzynarodowy Festiwal Filmowy w Valladolid 2017
  - Wygrana: Złoty Kłos
  - Wygrana: Najlepszy reżyser Tarik Saleh (nagroda indywidualna)
  - Wygrana: Nagroda im. Miguela Delibesa i Pilar Miró (nagroda specjalna) Tarik Saleh
- Szwedzki Instytut Filmowy 2018
  - Wygrana: Złoty Żuk za najlepszy film Kristina Åberg
  - Wygrana: Najlepszy aktor pierwszoplanowy Fares Fares
  - Wygrana: Najlepsza scenografia Roger Rosenberg
  - Wygrana: Najlepsze kostiumy Louize Nissen
  - Wygrana: Najlepszy dźwięk Fredrik Jonsäter